# 淮安府
淮安府，中国明清时设置的府。

淮安府在江苏省的位置（1820年）

韩宋龙凤十二年（1366年），朱元璋政权改淮安路置，治所在山阳县（今江苏省淮安市淮安区）。
在明代，淮安府属于南直隶，是今江苏长江以北仅有的2个府之一（另一个是扬州府），下辖海州、邳州2州和山阳县（今淮安区、清江浦区全部及洪泽县、阜宁县、滨海县三县的大部）、清河县（今淮阴区）、安东县（今涟水县）、桃源县（今泗阳县）、盐城县（今除大丰外的盐城市辖区、建湖县大部）、沭阳县、赣榆县、宿迁县和睢宁县9县，辖区范围基本上相当于今日淮安、盐城、宿迁、连云港4市以及徐州市东部。
清代，淮安府归属新成立的江苏省，并且分出海州直隶州（及沭阳县、赣榆县），又划出邳州及宿迁县、睢宁县归属新设的徐州府，范围有所收缩，下辖六县：山阳县、清河县（乾隆年間清江浦由山阳县劃入清河县）、安东县、桃源县、盐城县、阜宁县（分山阳县东北乡和盐城北乡新设），时称“淮六属”，大致相当于今日淮安（除盱眙、金湖）、盐城（除东台、大丰）2市大部。清朝时，考评：冲、繁、疲、难。
辛亥革命后，全国废府，故废。明清两代均是江苏省辖地面积最大的府。

## 明代知府
- 范中，明初丙午年任
- 姚斌，洪武三年任
- 任光祖，六年任
- 潘傑，壽州人，九年任
- 施禮，東安人
- 林士敏，莆田人，永樂六年任
- 姬珪，博野人，永樂中任，九年任满赴京，保留
- 彭遠，南昌人，宣德間任
- 杨理，耀州人，宣德間以御史升任
- 程宗，金乡人，正統初以本府同知升任
- 丘陵，蘭陽人，正統間任，升山西布政
- 田臻，襄城舉人，景泰初任，未久以内艱去
- 楊㫤，仁和人，天顺初任，累以政績卓异見奖，秩满，官民交章乞留，成化七年升河南参政，仍管府事
- 袁潔，满城人，成化十年任
- 范洙，富顺人，二十三年先以御史巡按淮扬，升任
- 韓邦問，山阴人，二十年任，二十三年升陕西右参政，官至刑部侍郎
- 徐鏞，兴国州人，弘治元年由临潼知县升任，七年升广西右参政，官至漕运总督
- 才宽，遷安人，弘治八年任
- 方荣，仁和人，弘治十一任
- 邊憲，任丘人，弘治十三年任，以内艰去
- 杨逊，筠州人，弘治十四年任，正德元年致仕
- 趙俊，内江人，正德元年任，正德四年致仕
- 華璉，餘姚人。正德四年任，五年升四川右参政
- 劉祥，安福人，以刑部郎中改广东查盘御史，五年升任知府，七年贬戍
- 罗循，吉水人，正德七年由鎮江知府调任，八年升山东副使
- 薛𨭉，魏县人，正德八年由户部郎中升任
- 张锦，睢州人，正德十五年任
- 于桂，大兴人，嘉靖二年任
- 田賦，莆田人，四年任
- 朱寔昌，高安人，六年任
- 路迎，汶上人，六年任
- 葛木，上虞人，八年任
- 王鳳靈，莆田人，十一年任
- 袁淮，任丘人，十四年任
- 孙继鲁，钱塘人，十六年任
- 周洪范，漢川人，十八年任
- 张守约，華容人，二十年任
- 姚虞，莆田人，二十二年任
- 劉良卿，新野人，二十五年任
- 趙大綱，滨州人，二十八年任
- 张敦仁，丽水人，二十九年任
- 蔡扬金，卫辉人，三十三年任
- 劉崇文，高平人，三十五年任
- 范檟，会稽人，三十八年任
- 李幼滋，應城人，四十一年任
- 劉祐，掖县人，四十二年任
- 傅希挚，衡水人，四十四年任
- 黄国华，丰城人，隆慶二年任
- 陳文燭，沔阳人，隆慶四年任
- 邵元哲，贵阳人，萬曆二年任
- 宋伯華，益都人，六年任
- 樊克宅，霸州举人，八年任
- 张允济，固安人，十一年任，加銜治府事
- 倪涷，上虞人，十八年任
- 李元齡，華陽人，十九年任
- 馬化龍，新野人，二十一年任
- 張國璽，任丘人，二十四年任，加副使治事
- 劉大文，博平人，二十五年任
- 劉如寵，蕲州人，二十九年任
- 张经世，渭南人，三十年任
- 杜縻，永平人，三十二年任
- 姚鋐，馆陶人，三十六年任
- 詹士龍，永丰人，四十年任
- 高捷，淄川人，四十三年任
- 蔡侃，晋江人，四十六年任
- 宋統殷，即墨人，四十七年任
- 沈振龍，秀水人，天啓二年任
- 宋祖舜，兖州东平人，三年六年任
- 許令典，海宁人，六年任
- 田所賦，昌樂人，七年任
- 董允升，慈溪人，七年十二月任
- 汪心渊，江西举人，崇祯初任
- 衛胤文，崇祯年间任
- 呂奇策，崇祯年间任
- 王昌時，崇祯十二年任，十三年考察
- 康萬民，北京人，崇祯十四年任
- 周光夏，河南人，崇祯九年任，又崇祯十五年再任
- 石磐，湖广官生，崇祯十七年任

## 延伸阅读
[在维基数据编辑]
 《欽定古今圖書集成·方輿彙編·職方典·淮安府部》，出自陈梦雷《古今圖書集成》